# Spinoasa
Spinoasa – wieś w Rumunii, w okręgu Jassy, w gminie Erbiceni. W 2011 roku liczyła 306 mieszkańców.